# 丹羽晟
丹羽 晟（にわ あきら、1932年7月16日 -  ）は、日本の運輸官僚。海上保安庁長官などを務めた。

## 来歴・人物
東京都千代田区出身。1956年に東京大学法学部を卒業し、同年に運輸省に入省した。1989年6月に航空局長を経て、1990年6月から1991年6月までに海上保安庁長官を務め、1991年7月から1995年6月までに国際観光振興会会長を務めた。1996年6月に日本空港ビル副社長に就任し、1997年6月には社長に昇格。
2001年6月に会長を経て、2003年6月に相談役に就任。
2008年11月に瑞宝重光章を受章。